# Stephan Fanderl
Stephan Fanderl (* 29. September 1963 in Ingolstadt) ist ein deutscher Manager. Er war bis Juni 2020 Vorstandsvorsitzender der Galeria Karstadt Kaufhof GmbH.

## Ausbildung
Fanderl ist Sohn eines bayerischen Edeka-Händlers. Nach seinem Abitur am Apian-Gymnasium, einer Lehre als Einzelhandelskaufmann und dem Wehrdienst studierte er an der Universität Regensburg und der Universität zu Köln Betriebswirtschaftslehre und wurde anschließend zum Dr. rer. pol. promoviert. Er erweiterte seine Ausbildung an der Sophia-Universität in Tokio.

## Karriere
- 1997 Abteilungsleiter in der Metro Group in Deutschland und Polen[1]
- 1998 Geschäftsführung der polnischen Real-Landesgesellschaft in Warschau[1]
- Kienbaum Consultants International GmbH[4]
- 2001 Vorstand in der Rewe-Tochter Eurobilla[1]
- 2006 wurde er in den Vorstand der Rewe Group berufen, den er aber bereits im Mai 2007 nach internen Machtkämpfen wieder verließ.[1]
- Am 14. April 2008 wurde er President Emerging Markets - East beim US-amerikanischen Einzelhandelskonzern Wal-Mart.[1][5]
- Berater der größten Schweizer Discounter-Kette Denner[6]
- Von Nicolas Berggruen zum Aufsichtsratsvorsitzenden der Karstadt Warenhaus GmbH berufen[6]
- Vom 23. Oktober 2014 bis 10. Juni 2020 Vorstandsvorsitzender von Karstadt bzw. dem Nachfolgeunternehmen Galeria Karstadt Kaufhof[6]
- Von September 2022 bis Jahresende 2023 Chief Strategy & Retail Development Officer („Strategiechef“) der schweizerischen JC Switzerland Holding AG, einer Zwischengesellschaft von Peek & Cloppenburg (Düsseldorf) mit zentralen Funktionen.[7][8][9][10]
- Seit dem 1. Oktober 2024 CEO und Geschäftsführender Gesellschafter der euro delkredere GmbH & Co. KG in Mülheim an der Ruhr.[11]

In Branchenkreisen gilt Fanderl als außerordentlich ehrgeizig. Die Frankfurter Rundschau bezeichnete ihn als „einen der profiliertesten Handelsmanager des Landes“.

## Beteiligungen
Fanderl ist geschäftsführender Gesellschafter der Maru GmbH in Köln.